# Вне номинаций
«Вне номинаций» — дебютный альбом российского рэп-исполнителя Dino MC 47, выпущенный 21 мая 2008 года. Альбом разошёлся тиражом более 30 000 экземпляров.

## Список композиций
| №   | Название                                             | Длительность |
| --- | ---------------------------------------------------- | ------------ |
| 1.  | «Вдохновение»                                        |              |
| 2.  | «Пусть будет шоу» (уч. Настя Задорожная)             |              |
| 3.  | «Жара» (уч. Теона Дольникова)                        |              |
| 4.  | «Нет невозможного»                                   |              |
| 5.  | «Кино» (уч. Звонкий)                                 |              |
| 6.  | «Багдад»                                             |              |
| 7.  | «Расстояние жизнь» (уч. Юра Торолян)                 |              |
| 8.  | «Клуб полный» (уч. Master Spenser)                   |              |
| 9.  | «Никому не сломить нашу веру» (уч. Теона Дольникова) |              |
| 10. | «Легенда»                                            |              |
| 11. | «4 месяца» (уч. Кристина из гр. «Бархат»)            |              |
| 12. | «Вне номинаций»                                      |              |

## Рецензии
Почти сразу бросается в глаза ужасающий диссонанс: в куплетах Dino предстает перед нами все больше бойцом, несогласным с царящим положением вещей. Он что-то явно критикует, хотя и не всегда понятно что или кого - слова довольно общие, обо всем сразу и ни о чём конкретно. Но - бах! припев. Двадцать секунд нормальной такой попсы. Снова куплет, снова недовольный Dino обличает людей в погонах или "пидора Баскова" (так в тексте). Честно пытаешься на эту протестную волну настроиться, как тебя снова окатывают попсой из припева.
 — пишет Андрей Никитин на сайте Rap.ru